# Cespitularia wisharti
Cespitularia wisharti is een zachte koraalsoort uit de familie Xeniidae. De koraalsoort komt uit het geslacht Cespitularia. Cespitularia wisharti werd in 1931 voor het eerst wetenschappelijk beschreven door Hickson. 